# Spathiphyllum wallisii
Spathiphyllum wallisii, conhecido pelo nome comum de lírio-da-paz, é uma planta da família Araceae, muito conhecida pelo uso de suas flores para decoração. Seu nome científico é baseado no nome de Gustav Wallis, colecionador de plantas alemão. É originaria da América Central e só foi conhecida pelos europeus no século XIX.

## Descrição
Planta herbácea perene com crescimento em torno de 0,40 m, de folhas grandes de consistência coriácea cor verde-escura e ovais de pecíolo.
Esta planta não se adapta muito bem em climas muito frios, abaixo de 15°C no caso. Meia sombra é o ideal para que as flores surjam mais rápido. Estas são em forma de espádice, brancas e com um  perfume muito leve. O florescimento acontece o ano inteiro, mais abundante durante a primavera e verão.
A temperatura não deve ser muito baixa, menos de 15°C pode paralisar seu crescimento.
Em regiões de climas amenos e frios procura-se proteger a planta, pois o lírio-da-paz requer calor para desenvolver-se melhor.
Outras espécies do mesmo gênero, com aparência igual mas alturas e diâmetros diferentes, são o Spathiphyllum cannifolium com maior altura, cerca de 0,70 m com flores perfumadas e o Spathiphyllum ortgiesii é o maior deles, chegando até a 1,90 m de altura e de grande efeito ornamental.
O lírio da paz faz parte de um grupo de plantas  reconhecidas pela NASA por suas propriedades purificadoras de ar, decompondo e neutralizando gases tóxicos como formaldeído e monóxido de carbono.

## Modo de Cultivo
Durante seu período de crescimento são necessárias regas abundantes, mas depois regas frequentes e manter o ambiente úmido favorecem a beleza de suas folhas.
Aprecia luminosidade mas não sol direto o que pode ocasionar queima das folhas.
Seu cultivo em interiores com luminosidade indireta ou luz solar coada por cortinas finas é suficiente.
Ao regar não molhe as folhas nem as flores.
Quando as folhas ficarem empoeiradas poderão passar produtos especiais para folhas brilhantes à venda no comércio.
Também há um truque caseiro que dá certo: aquele resto de café que sobrou, deixe esfriar e passe com algodão ou um pedacinho de estopa com cuidado sobre as folhas, sem machucá-las, ficarão brilhantes. Serve para todas estas folhas de plantas de interiores que são brilhantes.
O lírio-da-paz pode ser cultivado em canteiros ou vasos preparados com uma mistura com substrato poroso de boa drenagem.
Aprecia valores de pH em torno de 5,8 a 6,5; a melhor mistura de cultivo é o composto orgânico com areia, composto orgânico e húmus de minhoca em partes iguais. Preparar o vaso como de costume, colocando brita, cascalho ou manta geotêxtil para garantir a drenagem, uma camada de areia umida por cima e um pouco da mistura recomendada. Retirar o torrão do vaso ou saco com cuidado para não danificar as raízes e acomodar no novo recipiente, preenchendo as laterais com mais da mistura de cultivo. Apertar de leve para fixar a muda e regar.
Sempre deixar espaço para a colocação da água para não derramar em cima dos móveis.
Para realizar adubações de reposição de nutrientes, usar adubo granulado tipo NPK formulação 10-10-10, 1 colher de sopa para 2 litros de água. Colocar numa garrafa PET e sacudir bem para dissolver. Um dia antes regar o substrato para formar um bulbo úmido. No dia seguinte colocar cerca de 2 copos de água mais adubo para um vaso grande. A recomendação de tão pouco adubo pode não fazer sentido, mas para o lírio-da-paz, pequenas doses a cada mês trazem melhores resultados em sanidade e desenvolvimento de folhas do que grande adubação anual.

## Paisagismo
O lírio-da-paz pode ser cultivado sob árvores e em canteiros onde não haja sol direto.